# Прокопишин Іван
Іван Прокопишин (Псевдо: Модест, Бурлан; 1921, с. Теляче (тепер с. Мирне), Підгаєцький район, Тернопільська область — 6 листопада 1951, хутір Підболото, с. Темногайці, Шумський район, Тернопільська область) — український військовий та політичний діяч, сотник-політвиховник УПА, крайовий провідник Подільського крайового проводу ОУН (1947, в.о — весна 1950-1951). Лицар Срібного Хреста Бойової Заслуги І ступеня, срібного Хреста Заслуги та Бронзового Хреста Заслуги.

## Життєпис
Освіта — середня. Закінчив Бережанську гімназію (1943). Референт Юнацтва Тернопільського обласного проводу ОУН (1943), другий організаційний референт Тернопільського обласного проводу ОУН (поч.1944 — весна 1945), організаційний референт Подільського крайового проводу ОУН (весна 1945 — 11.1951).
Виконував обов'язки крайового провідника (2-га пол. 1947, з весни 1951).
Сотник-політвиховник УПА (14.10.1951).
Загинув у бою з опергрупою МДБ (командир — начальник райвідділу МДБ Яворський) через зраду. В тому ж бою загинули колишній член надрайонного проводу ОУН-Дунаєвці Кам'янець-Подільської області Семен Свободний («Назар», 32 роки), бойовики охорони Тарасенко, Яків Баранчук («Марко», 34 роки), Стах Вигонний («Макар», 26 років), Олександр Пахалюк («Максим», 29 років), Петро Михайлишин.

## Нагороди
- Згідно з Наказом Головного військового штабу УПА ч. 1/48 від 12.06.1948 р. організаційний референт Подільського крайового проводу ОУН Іван Прокопишин — «Модест» нагороджений Бронзовим хрестом заслуги УПА.
- Згідно з Постановою УГВР від 25.07.1950 р. і наказом Головного військового штабу УПА ч. 2/50 від 30.07.1950 р. організаційний референт Подільського крайового проводу ОУН Іван Прокопишин — «Модест» нагороджений Срібним хрестом заслуги УПА.
- Згідно з Наказом Головного військового штабу УПА ч. 1/52 від 20.06.1952 р. сотник УПА Іван Прокопишин — «Модест» нагороджений Срібним хрестом бойової заслуги УПА 1 класу.

## Вшанування пам'яті
- 19.11.2017 р. від імені Координаційної ради з вшанування пам'яті нагороджених Лицарів ОУН і УПА у м. Бережани Тернопільської обл. Срібний хрест бойової заслуги УПА 1 класу (№ 014), Срібний хрест заслуги УПА (№ 019) та Бронзовий хрест заслуги УПА (№ 027) передані Марії Прокопишин, племінниці Івана Прокопишина — «Модеста».